# Amatunt
Amatunt (grec antic: Αμαθούς) era una antiga ciutat de la costa sud de Xipre. Era famosa pel seu culte a Afrodita, anomenada Amatúsia, i a Adonis, segons Escílax de Carianda i Estrabó.
Va ser fundada pels fenicis i probablement va ser la primera colònia fenícia a l'illa. Esteve de Bizanci diu que era la ciutat més antiga de Xipre. Sembla que va conservar els seus costums orientals molt després de què les altres ciutats de l'illa s'haguessin hel·lenitzat. El déu de la ciutat era Melcart que es va identificar amb el grec Hèracles. Era governada pels sacerdots fenicis de Kition. Quan les ciutats xipriotes es van revoltar contra Pèrsia, Amatunt es va mantenir lleial a aquell país.
El territori d'Amatunt era conegut per l'excel·lència del seu blat i per l'abundància de mines. Sembla que la ciutat es dividia en dues parts, una a la costa i una altra més a l'interior, sobre un turó.